# Joseph Marchal

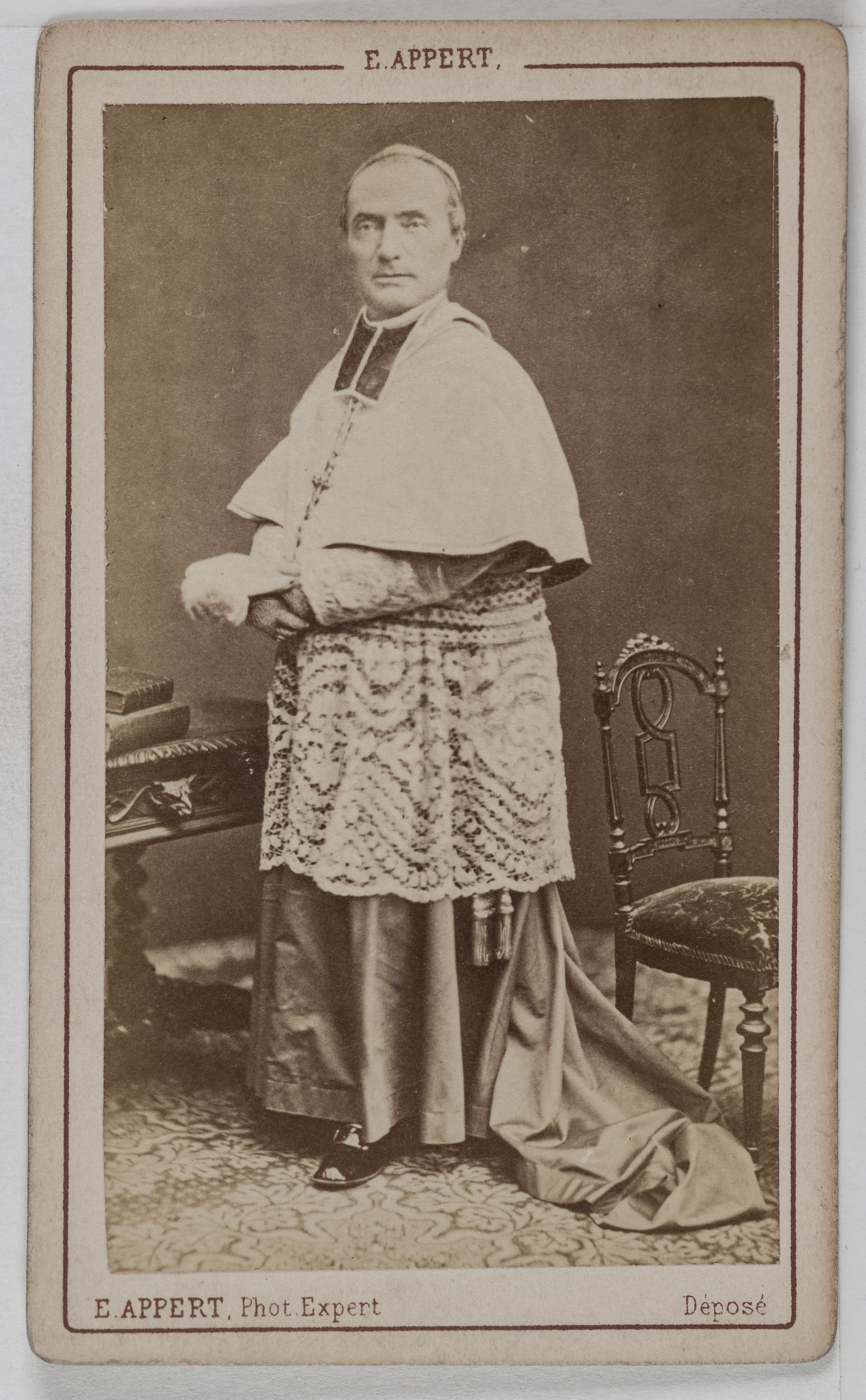
Joseph Marchal

Jean Joseph Marchal (* 22. April 1822 in Raon-l’Étape; † 26. Mai 1892 in Bourges) war ein französischer römisch-katholischer Priester und Bischof.

## Leben
Jean Joseph Marchal, Sohn eines Tischlers aus Raon-l’Étape in den Vogesen, wurde am 17. Mai 1845 zum Priester geweiht und war bis 1850 Professor am Priesterseminar in Saint-Dié. 1851 übernahm er die Pfarrstelle von Damas-devant-Dompaire und im April 1855 die Pfarrstelle von Saint-Maurice d’Épinal, wo er einige Umbauten vornehmen ließ (Schaffung von Sakristeien am Kopfende, Durchbruch des romanischen Portals unter dem Turm). 1864 wurde er Archidiakon von Épinal und Generalvikar des Bistums Saint-Dié, im selben Jahr auch Ehrenkanoniker der Kathedrale von Saint-Dié.

Bischofswappen

Per Dekret vom 8. Juni 1875 zum Bischof von Belley ernannt, empfing er am 8. September 1875 in der Kathedrale von Saint-Dié die Weihe aus der Hand des Bischofs seiner Heimatdiözese Saint-Dié, Louis-Marie Caverot. Per Dekret vom 30. Januar 1880 zum Erzbischof von Bourges befördert, wurde er am 27. Februar 1880 im päpstlichen Konsistorium präkonisiert und am 27. April 1880 inthronisiert. Ihm zur Seite stand als Generalvikar in Belley und Bourges, später auch als Weihbischof in Bourges, sein Bruder Auguste Marchal, den er 1888 selbst zum Bischof weihte.
1880 schrieb er einen offenen Brief an den französischen Staatspräsidenten Jules Grévy, um gegen die im März 1880 von Jules Ferry erlassenen Dekrete zu protestieren, die nicht zugelassenen religiösen Kongregationen, insbesondere der Jesuiten, den Unterricht untersagten, eine Maßnahme, die für die Jesuiten in Bourges die Aufgabe ihres Hauses in Saint Bonnet zur Folge hatte. Im Jahr darauf protestierte er in einem offenen Brief an einen Abgeordneten des Departements Cher gegen das Gesetz, das Seminaristen zum Militärdienst verpflichtete.
Er starb am 26. Mai 1892 in Bourges. Die Leichenpredigt hielt Bischof Adolphe Perraud von Autun; sie erschien im selben Jahr im Druck.